# Euandroblatta lata
Euandroblatta lata är en kackerlacksart som beskrevs av Karlis Princis 1963. Euandroblatta lata ingår i släktet Euandroblatta och familjen småkackerlackor. Inga underarter finns listade i Catalogue of Life.